# La Grande Traversée (film, 2020)
Pour les articles homonymes, voir La Grande Traversée (homonymie).
Pour plus de détails, voir Fiche technique et Distribution.
La Grande Traversée ou Laissons-les parler au Québec (Let Them All Talk) est un film américain réalisé par Steven Soderbergh et sorti en 2020. Aux États-Unis, il est diffusé en exclusivité sur HBO Max, le service de vidéo à la demande de WarnerMedia.

## Synopsis
Alice Hughes est une écrivaine américaine à succès qui a notamment obtenu un prix Pulitzer. Elle travaille sur un nouveau manuscrit que son éditrice espère être la suite de son best-seller, You Always/You Never. Alice doit recevoir un prix littéraire au Royaume-Uni mais elle ne peut s'y rendre car elle refuse de prendre l'avion. Son nouvel agent, Karen, lui suggère alors de s'y rendre en croisière, sur le Queen Mary 2. Alice invite alors son neveu Tyler, qui vit à Cleveland, ainsi que deux amies de fac, qu'elle n'a plus vues depuis des années, Roberta et Susan. Karen s'invite également à bord, pour connaitre les détails du nouveau manuscrit. De son côté, Alice souhaite à tout prix prendre du bon temps et venir à bout de son passé.

## Fiche technique
Sauf indication contraire, les informations mentionnées dans cette section peuvent être confirmées par la base de données cinématographiques IMDb,  présente dans la section « Liens externes ».
- Titre original : Let Them All Talk
- Titre français : La Grande Traversée
- Titres québécois : Laissons-les parler
- Réalisation : Steven Soderbergh
- Scénario : Deborah Eisenberg
- Musique : Thomas Newman
- Costumes : Ellen Mirojnick
- Montage : Steven Soderbergh (crédité sous le pseudonyme de Mary Ann Bernard[1])
- Photographie : Steven Soderbergh (crédité sous le pseudonyme de Peter Andrews[1])
- Production : Gregory Jacobs
  - Production déléguée : Joseph Malloch et Ken Meyer
- Sociétés de production : Warner Max,  Extension 765 et HBO Films
- Société de distribution : HBO Max (États-Unis)
- Pays de production :  États-Unis
- Langue originale : anglais
- Format : couleur
- Genre : comédie dramatique
- Durée : 113 minutes
- Dates de sortie :
  - États-Unis, Canada : 10 décembre 2020 (vidéo à la demande - HBO Max)
  - France, Suisse : 20 avril 2021 (sur Canal+ et MyCanal)

## Distribution
- Meryl Streep (VF : Frédérique Tirmont) : Alice Hughes
- Candice Bergen (VF : Elisabeth Wiener) : Roberta
- Dianne Wiest (VF : Françoise Pavy) : Susan
- Gemma Chan (VF : Victoria Grosbois) : Karen
- Lucas Hedges (VF : Gabriel Bismuth-Bienaimé) : Tyler Hughes
- John Douglas Thompson (en) (VF : Pascal Vilmen) : Dr Mitchell
- Christopher Fitzgerald : Eddie
- Daniel Algrant : Kelvin Kranz
- Fred Hechinger : Fred
- Saskia Larsen : Mika
- Samia Finnerty : Samia

## Production
En août 2019, Meryl Streep et Gemma Chan sont annoncées en tête d'affiche d'un film réalisé par Steven Soderbergh,. Il s'agit de la seconde collaboration entre Steven Soderberg et Meryl Streep. Il est ensuite annoncé que HBO Max a acquis les droits du film. La distribution s’étoffe ensuite avec les arrivées de Candice Bergen, Dianne Wiest et Lucas Hedges.
Après deux films diffusés sur Netflix, Steven Soderbergh collabore ici avec HBO Max, un service de vidéo à la demande de WarnerMedia.
Le tournage débute en août 2019 à New York. Il se déroule également à bord du paquebot Queen Mary 2 de la Cunard Line sur l'Océan Atlantique, entre New York et Southampton,, et au Royaume-Uni. Le réalisateur utilise ici une équipe très réduite, officiant lui-même comme directeur de la photographie et parfois uniquement avec un monteur son et sans éclairages ajoutés. De plus, le tournage est expéditif et ne dure que deux semaines. Steven Soderbergh révèle que de nombreuses scènes ont été improvisées par les actrices principales, quasiment 70%.

## Sortie et accueil
Le film sort le 10 décembre 2020 aux États-Unis en vidéo à la demande sur HBO Max. En France et en Suisse, le film est diffusé le 20 avril 2021 sur Canal+ et sort ensuite sur la plateforme de vidéo à la demande MyCanal.
Le film reçoit des critiques globalement positives aux États-Unis. Sur l'agrégateur américain Rotten Tomatoes, il récolte 88 % d'opinions favorables pour 110 critiques et une note moyenne de 7,2⁄10. Le consensus du site est « Lorsque Steven Soderbergh rassemble un casting aussi talentueux, il est certainement sage de les laisser tous parler - et cette comédie dramatique légère mais enrichissante est plus qu'à la hauteur des attentes ». Sur Metacritic, il obtient une note moyenne de 72⁄100 pour 31 critiques.
En France, le film obtient une note moyenne de 3,5⁄5 sur le site AlloCiné, qui recense 13 titres de presse. Pour Jacques Mandelbaum du Monde « Steven Soderbergh offre une comédie noire et jubilatoire avec la comédienne américaine dans le rôle d’une romancière en panne d’inspiration ». Dans Les Échos, Adrien Gombeaud écrit notamment : « Très maîtrisé, le film est en grande partie improvisé. Il respire cette fraîcheur, cette spontanéité qui n'appartient qu'aux instants volés. Et l'on sent tout au long de cette traversée ce plaisir simple de faire du cinéma : de regarder courir le temps, la vie qui va, la ligne d'un paquebot qui passe. » Michael Ghennam des Fiches du cinéma écrit quant à lui « Les trous d’air narratifs sont compensés par de vraies envolées improvisées et, surtout, une mise en scène inspirée voire virtuose, qui exploite au mieux un tournage effectué en toute discrétion, au milieu de véritables vacanciers. »
Certains avis sont plus négatifs, comme sur le site Critikat : « Une traversée laborieuse, faite de vignettes souvent ennuyeuses, cultivant cette forme de légèreté et de torpeur mêlées qui serait le propre de la croisière ».